# 普利尤尔
普利尤尔（Puliyur），是印度泰米尔纳德邦Kapur县的一个城镇。总人口10845（2001年）。

## 人口
该地2001年总人口10845人，其中男性5491人，女性5354人；0—6岁人口1097人，其中男562人，女535人；识字率69.18%，其中男性为78.98%，女性为59.13%。